# Дого Аржентино
Дого Аржентино е порода куче. Това е първата и единствената официално призната аржентинска порода.

## История на породата
Породата е селектирана през 1928 година от доктор Антонио Норес Мартинес. В процеса на създаване на породата Мартинес кръстосва Viejo perro de Cordoba (Бойно куче от Кордоба), получено чрез кръстоска на Испански мастиф, Булдог и Бултериер, с различни чистокръвни породи като Немски дог, Дог Бордо (Dogue de Bordeaux), Ирландски вълкодав, Английски пойнтер. Дого Аржентино е нещо повече от бойно куче – то притежава всички качества, за да бъде отличен ловец.

## Стандарт на породата
Стандартът на Международната федерация по кинология за породата е №292/29 януари 1999 г.
Приложение: Куче за лов на едър дивеч. Класификация съгласно Стандарта на Международната федерация по
кинология: Група 2, подгрупа – молосоид, тип Дого

## История
Тази порода произхожда от провинция Кордоба в централната част на Аржентина. Неин създател е д-р Антонио Норес Мартинес, по професия хуманен лекар. Той прави опити за кръстоска на различни чистокръвни породи с Viejo perro de Cordoba, отличаващо се със сила и мощ, но с нестабилна психика, получено чрез кръстоска на Мастиф, Булдог и Бултериер, много ценени през тази епоха на фанатични и ожесточени борби с кучета. Полученият резултат от неговата работа са ловни кучета главно за едър дивеч (пуми, глигани и т.н.), с изключителна подвижност, същевременно добри компаньони, предани и самоотвержни. На 21 май 1964 г. тази порода е призната от Федерацията по кинология на Аржентина и от Земеделското дружество на Аржентина, които започват да работят върху създаването на нейното родословно дърво.

## Характер
Много издръжливи кучета, понасящи изключително добре горещия климат на Аржентина. Могат да бъдат използвани за пазачи. Привързани и любвеобилни към стопаните си, те са в състояние да сплашат непознати само с поглед. Съжителстват добре с домашни животни като коне или крави и могат да бъдат опасни единствено за диви животни. Поради голямата си физическа сила и силен характер, се нуждаят от добро обучение.